# Ostrý (hrad, okres Děčín)
Ostrý (původním názvem Šarfenštejn z německého Scharfenstein) je zřícenina středověkého hradu v okrese Děčín. Nachází se asi 2 km na jihovýchod od Benešova nad Ploučnicí a 0,5 km na západ od Františkova nad Ploučnicí na vrcholu úzkého čedičového hřbetu obtočeného ze tří stran řekou Ploučnicí v nadmořské výšce 250 metrů. Od roku 1966 je chráněn jako kulturní památka.

## Historie
Hrad byl postaven na královských statcích okolo poloviny 13. století Markvartici. Původní srbské obyvatelstvo bylo doplňováno kolonizací ze Saska. První známá zmínka o hradu je na pečeti z roku 1268. Roku 1283 mladý král Václav II. postoupil Ostrý Janu z Michalovic, který se kolem roku 1295 proslavil na turnajích při cestě do Paříže. Jeho potomci drželi hrad až do roku 1406, kdy jej získal Hynek Berka z Dubé. Později hrad patřil Vartenberkům. Díky jejich sporům s Šestiměstím byl hrad roku 1445 dobyt a vypálen lužickým vojskem. Po roce 1515 byl opuštěn a zpustl.

## Stavební podoba
Podoba hradu je velmi ovlivněna čedičovým hřbetem, podél jehož západní strany vedla přístupová cesta do hradního jádra. U vstupu byla přehrazena silnou hradbou později zesílenou opěrákem. Další silná hradba chránila cestu ze západní strany. Vlastní jádro mělo pětiboký půdorys a v jeho čele stojí dodatečně vestavěný bergfrit. Palác, který stál naproti věži, se nedochoval.

## Dostupnost
Hrad Ostrý je od centra Benešova nad Ploučnicí po zeleně značené turistické cestě vzdálen asi 2 kilometry, od nádraží ve Františkově nad Ploučnicí 1,5 km. Hradní zřícenina je volně přístupná.